# James R. Fitzgerald
James R. Fitzgerald (nascut el 24 de juny de 1953) és un perfilador criminal, lingüista forense i autor nord-americà. És un agent retirat de l'FBI i conegut sobretot pel seu paper en la investigació d'UNABOM, que va resultar en l'arrest i la condemna de Ted Kaczynski.

## Carrera d'aplicació de la llei
La carrera de Fitzgerald en l'aplicació de la llei va començar el 1976 com a agent de policia al municipi de Bensalem, Pennsilvània. El 1987, després d'onze anys de treball a la policia local que van culminar amb la seva promoció al grau de sergent, va ser reclutat per l'Oficina Federal d'Investigacions. Després de graduar-se a l'Acadèmia de l'FBI a Quantico, Virgínia, Fitzgerald va ser assignat a Joint Bank Robbery Task Force de la Divisió de Camp de Nova York. El 1995, Fitzgerald va ser promogut a Criminal Profiler al National Center for the Analysis of Violent Crime, que més tard es convertiria en la Unitat d'Anàlisi de Comportament de l'FBI, o BAU. Mitjançant una infinitat d'investigacions sobre homicidi, violació en sèrie, extorsió, segrest i violència en el lloc de treball, Fitzgerald va perfeccionar les seves habilitats en lingüística forense i avaluació d'amenaces, especialitats que es van utilitzar en la investigació d'⁣UNABOM. El seu treball perfilant l'autor del manifest de 35.000 paraules d'Unabomber va ser fonamental per resoldre el cas.
Fitzgerald també va ser responsable de desenvolupar programes de formació i eines per millorar les capacitats d'avaluació de les amenaces de l'FBI. Entre aquestes hi ha la Base de dades d'avaluació d'amenaces comunicades (CTAD), un dipòsit de dades indexat exhaustivament que consisteix en totes les amenaces comunicades trobades en el curs de les investigacions de l'FBI.

## Carrera posterior
Fitzgerald s'ha mantingut actiu en els camps del perfil criminal i la lingüística forense des que es va retirar de l'FBI el 2007, ocupant càrrecs com a professor adjunt tant a la Universitat Hofstra de Hempstead, Nova York, a la Universitat de Stockton a Pomona, Nova Jersey, com a la Universitat de Califòrnia de Pennsilvània a Califòrnia, Pennsilvània. Continua treballant com a consultor privat i assessor tècnic de produccions com les sèries de televisió Criminal Minds i Sleepy Hollow. Fitzgerald va exercir com a productor consultor a la minisèrie Manhunt: Unabomber del 2017 de Discovery Channel, que comptà amb l'actor Sam Worthington com James "Fitz" Fitzgerald, descrit per Fitzgerald com "un personatge compost" de molts investigadors en el cas Unabomber.

## Televisió
- A&E's Killer Profile - Productor executiu i copresentador[7]
- CBS The Case Of: Jon Benet Ramsey expert en viu[8]
- CBS Criminal Minds per televisió - Assessor Tècnic[2]
- Discovery Channel Manhunt: Unabomber - Productor Consultor[9]

## Publicacions
- 2003: 'Workplace violence: from threat to intervention', in Clinics in Occupational and Environmental Medicine
- 2004: 'Using A Forensic Linguistic Approach to Track the Unabomber', in Profilers, Campbell, John H., and DeNevi, Don, Prometheus Books
- 2006: Forensic Linguistic Services at the Behavioral Analysis Unit-1, an FBI handbook detailing services offered at the BAU-1
- 2007: 'The FBI’s Communicated Threat Assessment Database; History, Design, and Implementation', in FBI Law Enforcement Bulletin
- 2014: A Journey to the Center of the Mind, Book I, The Coming-of-Age Years, Infinity Publishing
- 2017: A Journey to the Center of the Mind, Book II, The Police Officer Years, Infinity Publishing
- 2017: A Journey to the Center of the Mind, Book III, The (First Ten) FBI Years, Infinity Publishing